# 후지이 미나
후지이 미나(藤井 美菜, 1988년 7월 15일~)는 일본의 배우이다. 유마니테 소속. 게이오기주쿠대학 문학부 졸업.

## 생애
미국 캘리포니아 샌디에이고에서 태어났다. 생후 10개월 만에 일본 이시카와현으로 이주해서 6년 동안 살다가 지바현 지바시로 이사했다. 초등학교 4학년 때 니가타현 니가타시로 이사했다. 고등학교 입학 후에는 가나가와현에서 살고 있다.
니가타 시립 요리이 중학교, 게이오기주쿠 쇼난 후지사와 고등부, 게이오기주쿠 대학 문학부를 졸업했다.
연예계에 진출하게 된 계기는 9살 때 니가타 시민 문화 예술 회관에서 열린 행사를 앞두고 어머니의 권유로 뮤지컬 오디션을 받았다. 처음에는 가벼운 마음으로 시작했지만, 재미를 들였고 1998년부터 《스쿠루지와 작은 공녀 세라》 등에 출연했다.
고등학교 진학 후 연예 활동을 본격적으로 시작했다. 학업을 병행하기 위해 처음에는 광고 출연으로 시작했고, 2005년 출연한 인텔 CF는 호평을 받았다. 2006년 영화 《심슨즈》로 데뷔했고, 같은 해 제88회 전국 고등학교 야구 선수권 대회의 아사히 신문 포스터와 〈빅터 고시엔 포스터〉 캠페인의 이미지 캐릭터로 발탁됐다. 2012년부터는 본격적으로 한국에서의 활동을 개시해, 일본과 한국을 왕래하며 활약하고 있다.
취미는 독서이며, 특기는 피아노와 한국어다. 대한민국의 텔레비전 드라마 《겨울연가》를 자막 없이 보고 싶어서 대학 재학 중에 제2외국어로 한국어를 배우기 시작했다.

## 학력
- 니가타 시립 요리이 중학교
- 게이오기주쿠 쇼난 후지사와 고등부
- 게이오기주쿠 대학 문학부

## 출연

### 영화
- 심슨즈(2006년 2월 18일, 드림 스테이지 픽쳐스/앳무비 재팬/에스파스·사로) - 오나카 미키 역
- 미래예상도~아·이·시·테·루의 사인~(2007년 10월 6일, 쇼치쿠) - 미야모토 아스카 역
- 비의 날개(2008년 2월 9일, EMI 뮤직 재팬) - 주연·이케가미 토우카 역
- 개와 나의 10가지 약속(2008년 3월 15일, 쇼치쿠) - 미치(해변의 여고생) 역
- 장발대괴수 게하라(2009년, NHK) - 하기와라 모모코 역
- 모든 것은 바다가 된다(2010년 1월 23일, 도쿄 테아트르) - 유카 역
- 인간의 사막 〈할머니가 죽었다〉(2010년 3월 6일, 도쿄 예술대학) - 하츠키 역
- 공포(2010년 7월 10일, 도쿄 테아트르) - 주연·오오타 카오리 역
- 무사의 가계부(2010년 12월 4일, 아스믹 에이스/쇼치쿠) - 이노야마 세이 역
- 리틀 마에스트라(2013년 2월 1일, 아르코 픽처스) - 이자카 요코의 딸 역
- 늑대 인간 게임(2013년 10월 26일) - 이노우에 마리에 역
- MONSTERZ 몬스터즈(2014년 5월 30일, 워너 브라더스 영화) - 오시키리 나나 역
- 죠시즈(2014년 6월 7일, 킹레코드) - 아오타 미카 역
- 그리울 련(2015년 8월 13일, 드림팩트) - 신원불명의 여인 역
- 어떤이의 꿈(2015년 11월 26일, 하준사) - 미나 역
- 서울 서칭(2015년) - 마유미 역
- 탯줄(2015년) - 꽃집 주인 역(카메오 출연)
- 프랑스 영화처럼(2016년 1월 14일, 콘텐츠 판다) - 보조사 1 역(카메오 출연)
- 엽기적인 그녀 2(2016년 5월 12일, 리틀빅 픽처스) - 유코 역
- 데스노트: 더 뉴 월드(2016년 10월 29일, 워너 브라더스 영화) - 나나세 쇼 역
- 비눗방울(2017년)
- 시네마 파이터스(2017년)
- 인간의 시간(2018년) - 이브 역
- 오모테나시(2018년)

### 드라마
- 브로콜리(2007년 1월 20일, 후지 TV) - 주연·야마시타 이나호 역
- 사슴 남자(2008년 1월 17일~3월 20일, 후지 TV) - 사쿠라 마사요 역
- 블러디 먼데이(TBS) - 아사다 아오이 역
  - Season1(2008년 10월 11일~12월 20일)
  - Season2(2010년 1월 23일~3월 20일)
- 기묘한 이야기(후지 TV)
  - 봄 특별편 〈폭탄남의 스위치〉(2009년 3월 30일) - 미즈타니 치아키 역
  - '14 가을 특별편 〈서프라이즈〉(2014년 10월 18일) - 마사미 역
  - 25주년! 가을 2주 연속 SP~걸작 부활 편~ 〈즌도코 베론초〉(2015년 11월 21일) - 이토 역
  - '16 가을 특별편 〈싱크로니시티〉(2016년 10월 8일) - 카와시마 역
- 셰이켄 BABY! -Shakespeare Syndrome-(2010년 1월 3일, 후지 TV) - 우미노 아즈사 역
- 숙명 1969-2010 -원스 어폰 어 타임 인 도쿄-(2010년 1월 15일~3월 12일, 아사히 방송/TV 아사히) - 시라이 아키코 역
- 팀 바티스타 2 제너럴 루주의 개선 제2화(2010년 4월 13일, 칸사이 TV) - 아오키 에리 역
- 천사의 몫 제4화(2010년 7월 27일, NHK) - 소노다 케이코 역
- FACE MAKER 제3화(2010년 10월 21일, 요미우리 TV) - 안자이 에리나 역
- 클래식 미스터리 명곡 탐정 아마데우스 사건 파일 #80(2010년 11월 29일, NHK) - 시라토리 히메코 역
- 아름다운 이웃(2011년 1월 11일~3월 15일, 칸사이 TV) - 마시타 아미 역
- 헝그리! 제8~9화(2012년 2월 28일~3월 6일, 칸사이 TV) - 모모코 역
- 이걸로 좋다! 아카츠카 후지오와 두 명의 부인(2012년 4월 8일, NHK BS 프리미엄) - 아카츠카 리에코 역
- 사랑하는 메종.~Rainbow Rose~(2012년 4월 13일 - 6월 29일, TV 도쿄) - 레이카 역
- 주마등 주식회사 제3화(2012년 7월 30일, TBS) - 누마타 시노부 역
- 《판다양과 고슴도치》 제8~9화 (2012년 9월 9일~15일, 채널A) - 미나 역
- 《드라마의 제왕》 (2012년 11월 5일~2013년 1월 7일, SBS) - 와타나베 아키코 역
- 《KBS 드라마 스페셜 - 또 한번의 웨딩》 (2012년 12월 23일, KBS2) - 은민세 역
- 오오카에치젠 제2화(2013년 4월 6일, NHK BS 프리미엄) - 오시노 역
- 《감자별 2013QR3》 (2013년 9월 23일~2014년 5월 15일, tvN) - 미나 역
- 킨다이치 소년의 사건부 N(neo) 제8~9화(2014년 9월 13일~20일, 닛폰 TV) - 츠쿠요미 지젤 역
- 아내들의 신칸센(2014년 10월 25일, NHK 나고야) - 시마 타요 역
- 엄마와 아빠가 살아가는 이유.(2014년 11월 20일~12월 18일, TBS) - 츠야마 치카 역
- 어둠의 반주자(2015년 4월 11일~5월 9일, WOWOW)
- 9초 - 영원의 시간(2015년, Web 드라마) - 미나 역
- 나에게 건배 제7화(2015년 12월 31일, UMAX/O'live) - 특별 출연
- 닥터 조사반~의료 사고의 어둠을 파헤치자~(2016년 4월 22일~6월 3일, TV 도쿄) - 타부치 유코 역
- 데스노트 NEW GENERATION(2016년 9월 16일, hulu) - 나나세 쇼 역
- 실황당하는 남자(2016년 10월~12월, 후지 TV) - 수수께끼의 여성 역
- 콜드케이스 ~진실의 문~(2016년 12월 17일, WOWOW) 9화, 수녀 유우키 후사코 역
- 닥터 탐정(2019년, SBS) - 석진이 역

### CF
- 인텔(2005년)
- NTT 도코모 칸사이(2005년)
- 부르봉(2006년~2009년)
- 아사히 신문(2006년)
- 후지 제록스 beat(2007년)
- 오르비스(2007년)
- 미츠비시 UFJ 니코스 기업(2007년)
- 오디세이 커뮤니케이션즈 Microsoft Office Specialist(2009년~2010년)
- 일본 스포츠 진흥 센터 BIG(2012년)
- 기린 맥주 효케츠(2013년 7월~)
- 야쿠르트 혼샤 야쿠르트 레이디(2014년 9월~) - 미나 역
- 맥도날드 그라코로 〈따뜻한 친구들〉 편(2014년 11월~)
- FANCL 에이징 케어 세안 크림(2015년)

### 기타
- TRUNQ KOREA(2012년 7월 24일, TOKYO MX) - 송중기와 대구를 소개
- 우리 결혼했어요 세계판(2013년, MBC) - 이홍기(FTISLAND)와 가상 결혼
- 헬로! 이방인(2014년, MBC)
- 천생연분 리턴즈(2015년, MBC every 1)
- 학교 다녀오겠습니다(2015년, JTBC)
- 해피투게더 415회(2015년 9월 17일, KBS)
- 어서와~ 한국은 처음이지?(2017년, MBC every 1) - 스페셜 MC
- 비디오스타(2018년, MBC every 1)
- 식객 허영만의 백반기행(2025년, TV CHOSUN) - 게스트

## 특이사항
- 그녀의 외사촌오빠 무라모토 아키라는 2009년에 1박 2일 글로벌 특집에 출연한 적이 있다.[1]